# Arangasita
L'arangasita és un mineral de la classe dels fosfats. Rep el seu nom del lloc on va ser descoberta, a prop del riu Aranga.

## Característiques
L'arangasita és un fosfat de fórmula química Al₂(SO₄)(PO₄)F(H₂O)₆·3H₂O aprovat per l'Associació Mineralògica Internacional l'any 2002. Cristal·litza en el sistema monoclínic en forma de cristalls allargats lamel·lars, de fins a 200μm. Típicament es troba en agregats paral·lels o divergents, formant masses denses com el guix. La seva duresa a l'escala de Mohs es troba entre 1 i 2. És un mineral estructuralment relacionat amb la destinezita, i químicament relacionat amb la sanjuanita i la mitryaevaïta.

## Formació i jaciments
Es troba en menes de cassiterita-silicat-sulfur al dipòsit d'Alaskitovoye. Pertany als minerals secundaris de la zona d'oxidació i es produeix en cavitats a l'interior de venes de quars-moscovita-turmalina-sulfur i greisens circumdants. Sol trobar-se associada a altres minerals com: strengita, sinkankasita, escorodita, mansfieldita, guix, fluellita o colquiriïta. Només se n'ha trobat al dipòsit d'estany i wolframi d'Alyaskitovoye, a la conca del Riu Indigirka (Sakhà, Rússia).